# Omonana serraticoxa
Omonana serraticoxa là một loài chân đều trong họ Paramunnidae. Loài này được Just adn Wilson miêu tả khoa học năm 2004.